# La est de Java
La est de Java (titlul original: în engleză Krakatoa: East of Java) este un film dramatic american, realizat în 1969 de regizorul Bernard L. Kowalski, protagoniști fiind actorii Maximilian Schell, Diane Baker, Brian Keith și Barbara Werle. 
Acțiunea filmului este plasată pe fundalul erupției vulcanului Krakatau din strâmtoarea Sunda dintre insulele Sumatra și Java, care a erupt la 27 august 1883, devastând complet insula.

## Rezumat
În vara anului 1883, nava Batavia Queen a părăsit portul din Singapore, destinația navei fiind insula vulcanică Krakatau între Java și Sumatra, acolo unde s-a scufundat o navă cu o încărcătură de perle.
Printre pasagerii navei se află Laura, văduva căpitanului navei scufundate; Rigby, un pilot de scufundări claustrofob; scafandrul dependent de opiu Connerly și prietena sa Charley; Giovanni Borghese și fiul său Leoncavallo, ambii conducători de baloane cu aer cald; japonezul Toshi conducând un grup de scafandri. La bord sunt 30 de condamnați, inclusiv suspectul de crimă Danzig, căruia îi este permis să stea pe punte.
Nava scufundată este găsită dar scufundările nu au succes, epava găsită este goală. Laura asigură că înregistrările din jurnalul de bord confirmă transportul de perle, dar mai târziu recunoaște că ea își caută în primul rând fiul, pe care soțul ei l-a lăsat în urmă într-o misiune catolică. Batavia Queen ia la bord pasagerii unui sampan, aceștia fiind misionarii care l-au luat cu ei și pe fiul Laurei Peter, care are perlele cu el.
Vulcanul Krakatau erupe cu o explozie uriașă iar căpitanul Hanson presupunând că se va declanșează un val gigantic de țunami, ordonă pregătirea corabiei Batavia Queen pentru ieșirea în largul mării pentru a evita scufundarea...

## Distribuție
(conform postgenericului)
- Maximilian Schell – căpitanul Chris Hanson
- Diane Baker – Laura Travis
- Brian Keith – Harry Connerly
- Barbara Werle – Charley Adams
- Sal Mineo – Leoncavallo Borghese
- Rossano Brazzi – Giovanni Borghese
- John Leyton – dr. Douglas Rigby
- J.D. Cannon – Lester Danzig
- Jacqui Chan – Toshi
- Robert Hall – garda
- Victoria Young – Kiko
- Marc Lawrence – dl. Jacobs
- Midori Arimoto – Midori
- Niall Macginnis – comandantul portului (David)
- Joseph Hann – dl. Kuan
- Sumi Haru – Sumi
- Geoffrey Holder – marinarul
- Alan Hoskins – Jan
- Peter Kowalski – Peter Travis

## Nominalizări
- 1970 Premiile Oscar
  - Nominalizare la categoria Cele mai bune efecte vizuale pentru Eugène Lourié și Alex Weldon[3]